# Pont du Marché
Le Pont du Marché est un pont de Strasbourg franchissant le Canal du Faux-Rempart. Il relie l'Ellipse insulaire et le quartier des Halles.

## Histoire
À l'origine, le pont s'appelle Pont de la Station. Il a été construit pour relier au centre-ville la nouvelle gare ferroviaire construite entre 1850 et 1852 dans l'actuel quartier des Halles. En 1882, une nouvelle gare est construite dans les faubourg nord-ouest de la ville.
En 1884, le bâtiment désaffecté de l’ancienne gare devient un marché couvert jusqu’en 1974, année de sa démolition dans le cadre du projet de construction du complexe résidentiel, sportif, de bureaux et commercial La Place des Halles. Le pont prend alors le nom de Pont du Marché.

## Aujourd'hui
Le pont est réservé aux piétons et cyclistes.
La station de tram Ancienne Synagogue Les Halles (lignes A et D) est contiguë au pont du côté place des Halles et le quai Kléber y est souterrain sous le parvis Kléber pour pouvoir circuler entre le pont et le centre commercial sans avoir à franchir le quai qui est une importante voie routière.